# 地獄谷野猿公苑
地獄谷野猿公苑（じごくだにやえんこうえん）は、長野県下高井郡山ノ内町の地獄谷温泉にある、野生ニホンザルの観察のための公園。冬にはサルが温泉に浸かる様子が知られる、国際的な観光地。英語圏ではSnow Monkey Mountainとも呼ばれる。

## 地理と歴史
1964年（昭和39年）に開苑し、開苑当初からの「猿と人間の共生を観光客に見せること」を徹底し、野生のニホンザルの生態を間近で観察できる野猿公園と国際的に知られる。志賀高原を源とする横湯川の渓谷にある地獄谷温泉の一番奥に位置する。公苑の手前には、100度近い源泉を吹き上げる渋の地獄谷噴泉がある。標高850m、1mを越える積雪があり、厳冬期は最低気温が-10 ℃を下回る。冬場に温泉に入るニホンザルの姿は“snow monkey”（スノーモンキー）などと呼ばれて非常に有名であり、日本国内外のメディアの紹介でよく地獄谷温泉の画像が使用され、タイム誌などにも掲載される。また日本国内外からの観光客も不便な道のりにも拘らず訪れる観光地で、年間約10万人が訪れる。公苑では夏冬の区別なく山から下りてきた野生のニホンザルが観察できる。
1998年長野オリンピックでのスノーボードのハーフパイプ競技会場となった「かんばやしスノーボードパーク」がそばにあったため、長野オリンピックの頃から各国のメディアが紹介し、日本国外にも公苑が知られるようになった。観光客の内、約2割が日本国外からで、サルが風呂に浸かる冬季は、多いときは3-4割が日本国外の観光客で、中でもスキー観光の際に訪日するオーストラリア人観光客が多いと報道される。また、日本国外の観光客は、2006年は約14,000人、2009年には約18,000人、2010年には約23,000人いた。公苑によると、2010年の1月の時点で、冬季の平日の平均来場者が約150人で、うち半数以上が日本国外人で、多いときは7割を超える日もあり、週末や休日などは、観光客が多い日は500人前後が訪れるが、うち約半数は日本国外人で占められていると話していた。
2011年（平成23年）3月に東日本大震災が起きると「ほとんどゼロになった」（苑）ほど急減した。しかしその後、再び震災前の水準まで回復している。スキーで多数訪れていたオーストラリア、台湾、欧米からの観光客に加え、シンガポールやタイなど東南アジアからの旅行客も増えてきているが、地元観光関係者が東南アジアで誘客に力を入れているためだと説明する。
また朝日新聞社は報道で、日本国外からの観光客は特に冬季に来ていると指摘し、サルたちは日本国内よりも日本国外で有名であり、訪日者に“Snow Monkey”は、「日本で是非とも見たいもの」の上位にランクインしているようだと書いている。日本テレビの番組では「外国人が感動した日本の観光地」（トリップアドバイザー調べ）で3番手となっていると放送した。公苑は「野生の動物をこれだけ近くで安心して見られる所は世界でもあまりない」と毎日新聞で紹介した。

### 開苑まで
戦後の林業により、サルが食料にしていた奥山の木々が切り倒され、サルは生息地を無くし、山から地獄谷付近まで下りて来るようになった。ところが、山を下りたサルの頭数が多すぎて食料が足らず、更に下流の湯田中温泉付近のリンゴ畑（田畑）が被害を受けた。地元民は林野庁にサルを駆除する許可を願い、サルが有害獣と認められ、50頭の射殺許可が出たところ、初代の苑長となる原荘悟は、猿と人間との共生を目指して、リンゴ畑から離れた上流（現在の後楽館の付近）にてサルを餌付けし、餌が足りれば畑の被害はないとの発想から、サルの駆除に反対し行動を起こした。サルを駆除せずにリンゴ農家の被害を減らすため、3年がかりで警戒心の強いサルの群れを手なずけ、1964年、地獄谷野猿公苑の開苑をみた。

## 露天風呂

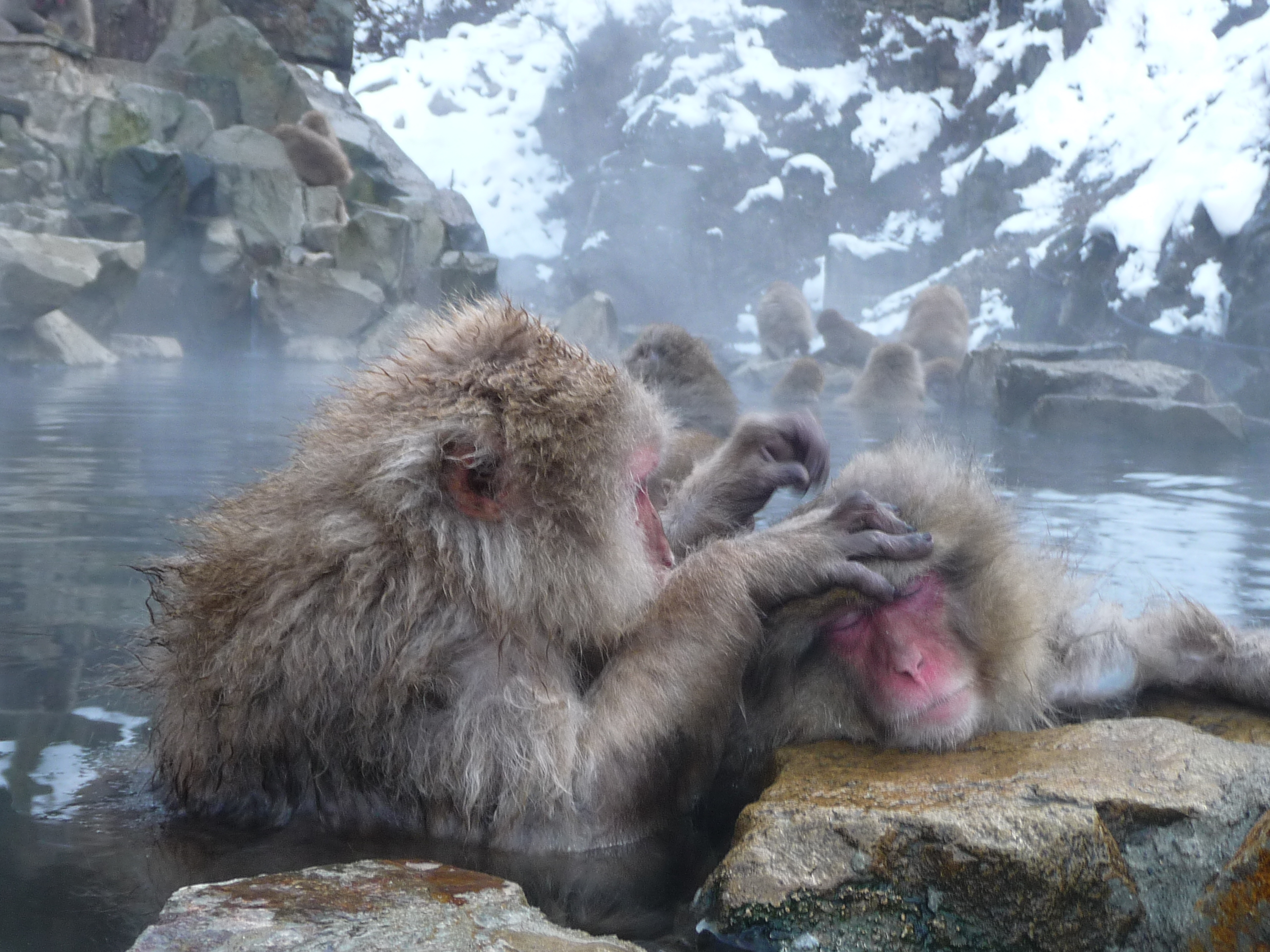
入浴中のサル（地獄谷野猿公苑）

大きさは縦4m・横10m。1964年の開苑当時、好奇心旺盛な子ザルが付近の旅館「後楽館」の人間用露天風呂に入浴。それを大人のサルが真似をしたのが始まりで、のちに、衛生面から「猿専用の露天風呂」が整備された。2012年末現在、50頭から60頭ほどのサルが12月から3月の間に入浴する。サルが温泉に入るのは、体を清潔にするなど水浴びの意味ではなく、雪が降るほどの寒さをしのぐためのものと考えられている。事実、暖かくなるとサル達は温泉に入らなくなってくるという。温泉の温度は冬季においては概ね42℃程度となっており、人間が心地よいと感じる温度とほぼ同じである。入浴するのはメスと子猿がほとんどだとされ、風呂に入るオスザルはほとんどいない。理由は、雄猿は群れを守るためにすぐに行動できる態勢をとっているからと、毛が濡れて自身の体が小さく見えるのを嫌うから、だと考えられている。公苑のサルは人間が見ていても気にせず入浴する。報道では、雪の降る寒い日の入浴はサルも格別に気持ちがよいのは人間同様だと論じている。公苑は「温泉に入ることは、サルたちの生活のほんの一部分でしかありません」と断っている。
また、サルは湯冷めをしないといわれている。サルは汗腺が少なく、寒冷地適応もしているためと説明される。京都大学霊長類研究所によると、サルの体毛には長くて硬い毛と短くて柔らかい毛があり、温泉で濡れるのは外側の長く硬い毛のみで、毛は水をはじくため、風呂上がりに水をはじけば水気が飛んでいくと説明した。

## 観察
JA長野中央会は、もしサルたちが公苑にいなくても、サルたちがサボっているわけではなく、周りの山にエサを探しに行っていると解釈してほしい旨を、呼びかけている。

### 禁止事項
観光客による餌付けは厳禁である。また、公苑のサル達は手なずけられているわけではなく、半野生状態であるため、それ以外の禁止事項として、「サルを触らない」、「サルからなるべく離れて観察する」、「サルの目をじっと見つめない」、「サルになれなれしくしない」、「サルに話しかけない」、「自撮り棒を使わない」が設けられている。観光客が餌を与えず、危害を加えないため、サルは観光客に無関心であり、ルールを守れば、サルが観光客を襲うことはないと考えられている。また常時、公苑は「人への監視」を徹底していると説明する。

### 餌づけ
日本各地にある野猿公園は、観光客による餌付けの餌の販売で収益を確保するが、地獄谷野猿公苑ではサルに襲われないようにする安全確保の観点から行わない。公苑では、職員“のみ”により餌がまかれ、その餌付け時刻はサルたちの状態と環境により決まるため不定期である。その理由は、餌付けはサルたちを安定して観察できる状態に維持する手段でしかないためであり、また餌を食べるサルを観察しても得るものがなく、見学者にはふだんのサルたちの姿をじっくり観察してほしいという趣旨からで、公苑では「餌付けは観察のための手段であって、餌付けショーではない」と考え、給餌の時刻は公表していない。また、観光客による餌付けも厳禁し、餌欲しさの、人を怖がらないサルによる接触事故を未然に防ぎ、長年にわたって「間近で猿の写真を撮ることができること」（日本交通公社）を維持している。
与える餌は、籾殻付きの大麦、小粒の生大豆、リンゴなどを条件によって使い分けている。高すぎる栄養価の餌を多く与えると肥満となり自然の状態を崩してしまう恐れがあると考え、職員はエサにも気を使う。
1990年代後半、野生動物の研究者の和田一雄が、動物の権利や猿害の防止、自然の撹乱、来園者の減少の問題の観点から餌付けの禁止を述べたが、大阪大学の山田一憲と中道正之により「野猿公園の運営により生じる利益は、その運営により生じる不利益よりも大きい」と反論されている。

### 冬の猿
日本交通公社によると、写真家の福田幸弘が2005年冬に野猿公苑のサルを撮影した写真が、BBC（英）の「Wild life photography 2005 動物部門入賞」を受賞、また翌2006年、地獄谷野猿公苑の職員・萩原敏夫の撮影写真が「米国ネイチャーズ・ベスト国際写真コンクール」（米）で受賞した。この2枚の写真はどちらも「冬の猿」を撮影したものだった。
志賀高原ロマン美術館では、「スノー・モンキー」の写真展や、写真教室やフォトコンテスト、コンテスト作品の展示が行われている。募集のテーマが、「地獄谷野猿公苑のニホンザルを題材とした作品」であるため、冬の猿だけではなく、夏の猿も応募される。第1回は『雪この神秘なるもの』、第2回は『カッー』で、ともに「冬の猿」がグランプリに輝いたが、2012年の第3回グランプリは、（雪が降っていない時期に撮影された）母親の背中に2頭の小さな仔（赤ん坊）がしがみつき、母親が四足で移動する様子を撮影した『二人乗り』であった。審査員は、今井寿雄（写真家）、萩原敏夫（公苑職員）、庄司桂子（写真家）である。

## 「ボスザル」
地獄谷野猿公苑では第1位のサルに敬意をこめ代々、「龍王」という名前が付けられている。第1位のサルは外敵に立ち向かうなど、群れのサルたちから頼りにされている存在である。1980年代からサルを観察し続けた公苑の職員によると、ボスザルは、ナンダ、トム、トリカブト、トラシチ、トラヨ、そしてトケイ89へと続いている。
- 第12代龍王-トラヨ[26]
- 第13代龍王-トケイ89[26]
- 第14代龍王-トラヨ
- 第15代龍王-トグラ95

ほとんどのボスザルの交代は、ある日突然、第1位のボスザルが群れからいなくなり、群れに残っているオスたちの順位が1つ繰り上がることにより行われると、公苑の職員は観察する。また、職員は、若い個体が、年取ったボスを追い出すという壮絶な「ボス争い」と言われている闘いは行われることはなく、「ボス争い」は不確かな情報に基づく「伝説に近いもの」であると主張する。
20世紀後半、ニホンザルの研究が進み、学問上、「ボスザル」という権力を独占するかのような“概念”が否定されつつあるなか、地獄谷野猿公苑では「ボスザル」以外の代用の言葉は一般に浸透していないことと、名称よりも実態を広めたいという理由により、2012年現在も「ボスザル」と呼んでいる。

### 群れの頭数
2012年末現在は群れは160頭程度で、うち50頭から60頭ほどが入浴する。1990年代に、野猿公園管理者の要望に基づき、個体数管理として避妊処置を導入したところ、出産率の低下に効果をあげた（当時の公苑はサルにとって条件が良く、1997年時点で約360匹いたとされる）。

## ギャラリー

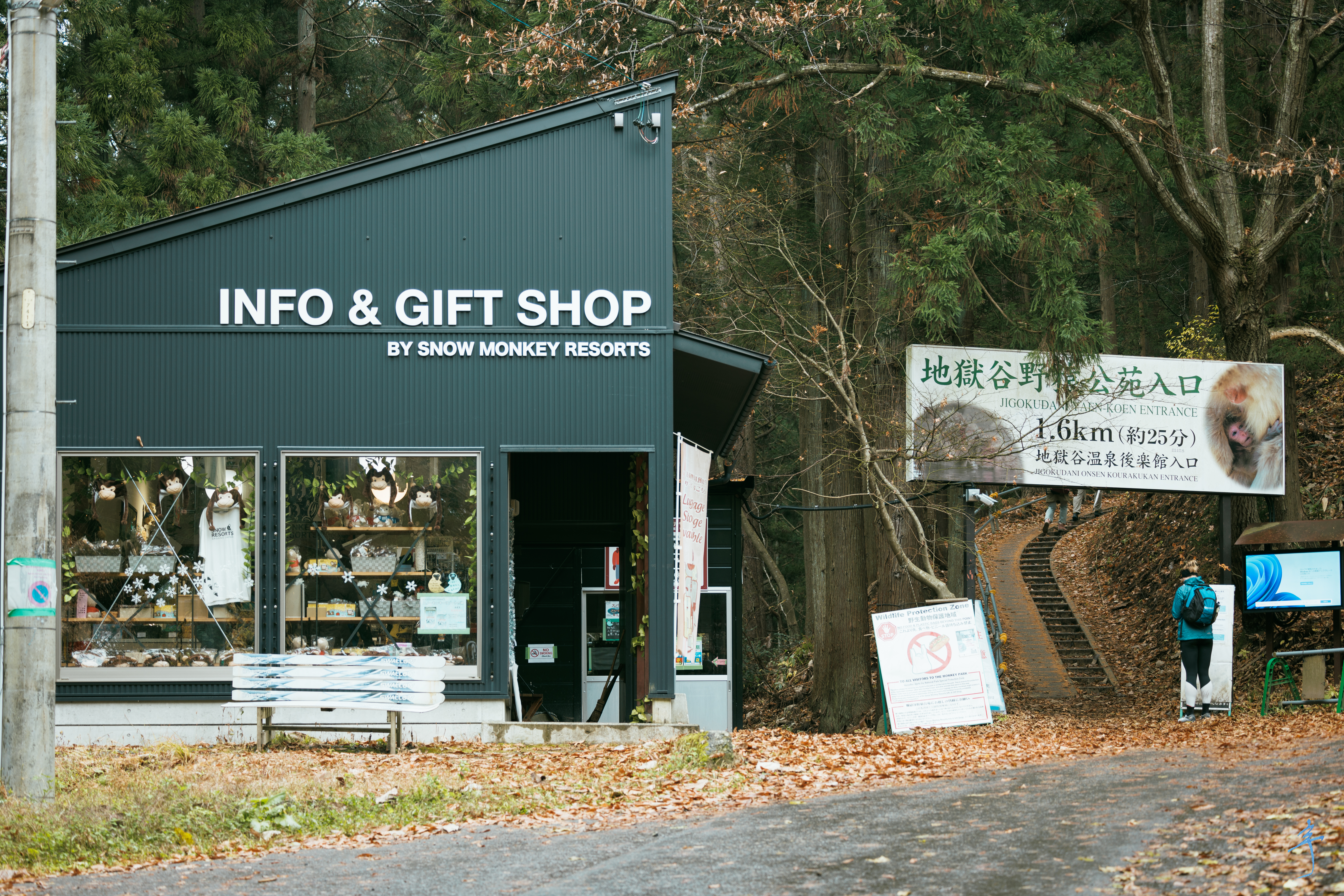
遊歩道入口にある案内所兼売店(座標)
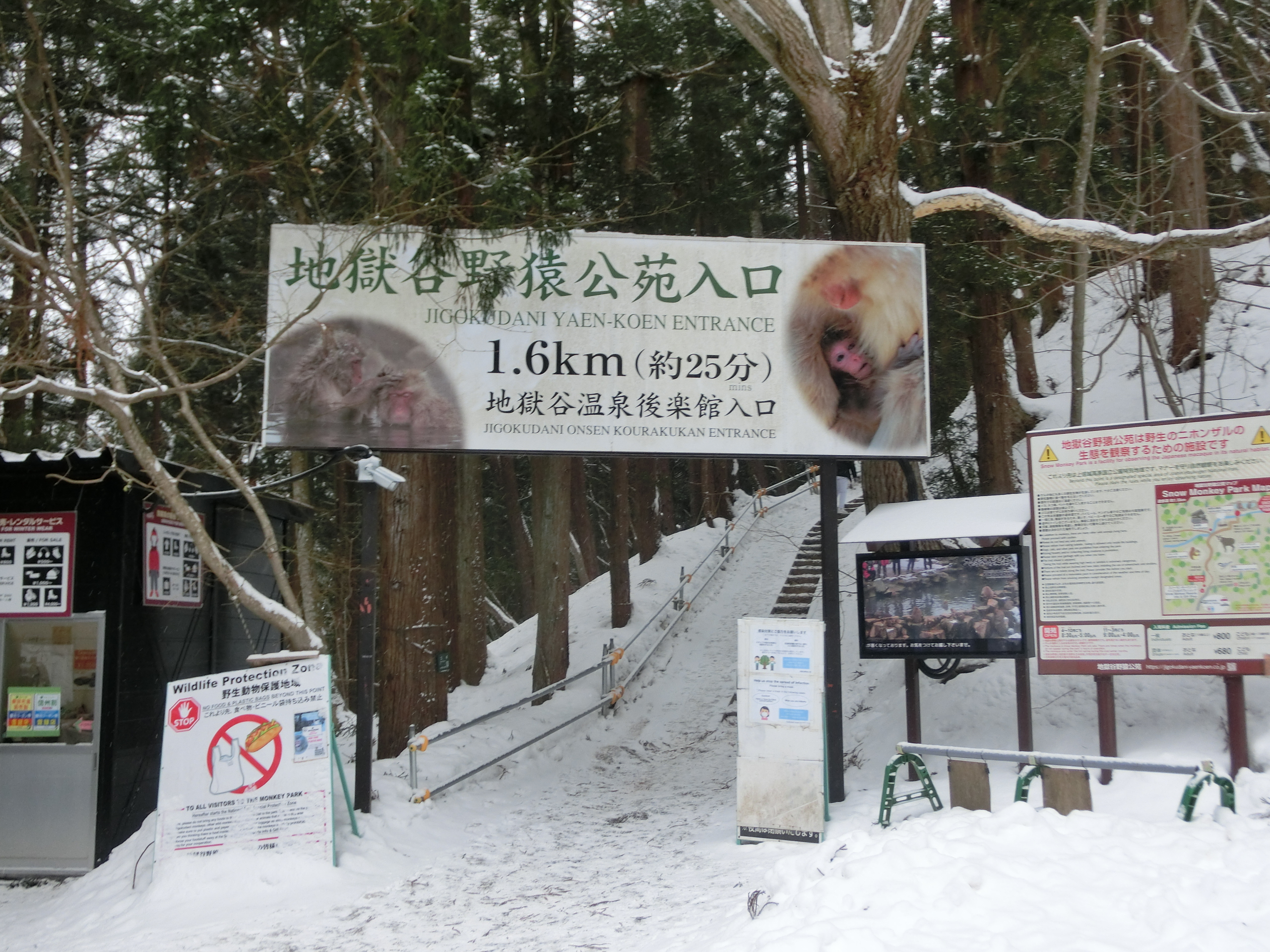
遊歩道入口、ここから1.6ｋｍ（徒歩25分）ほど歩くと猿用の露天風呂がある
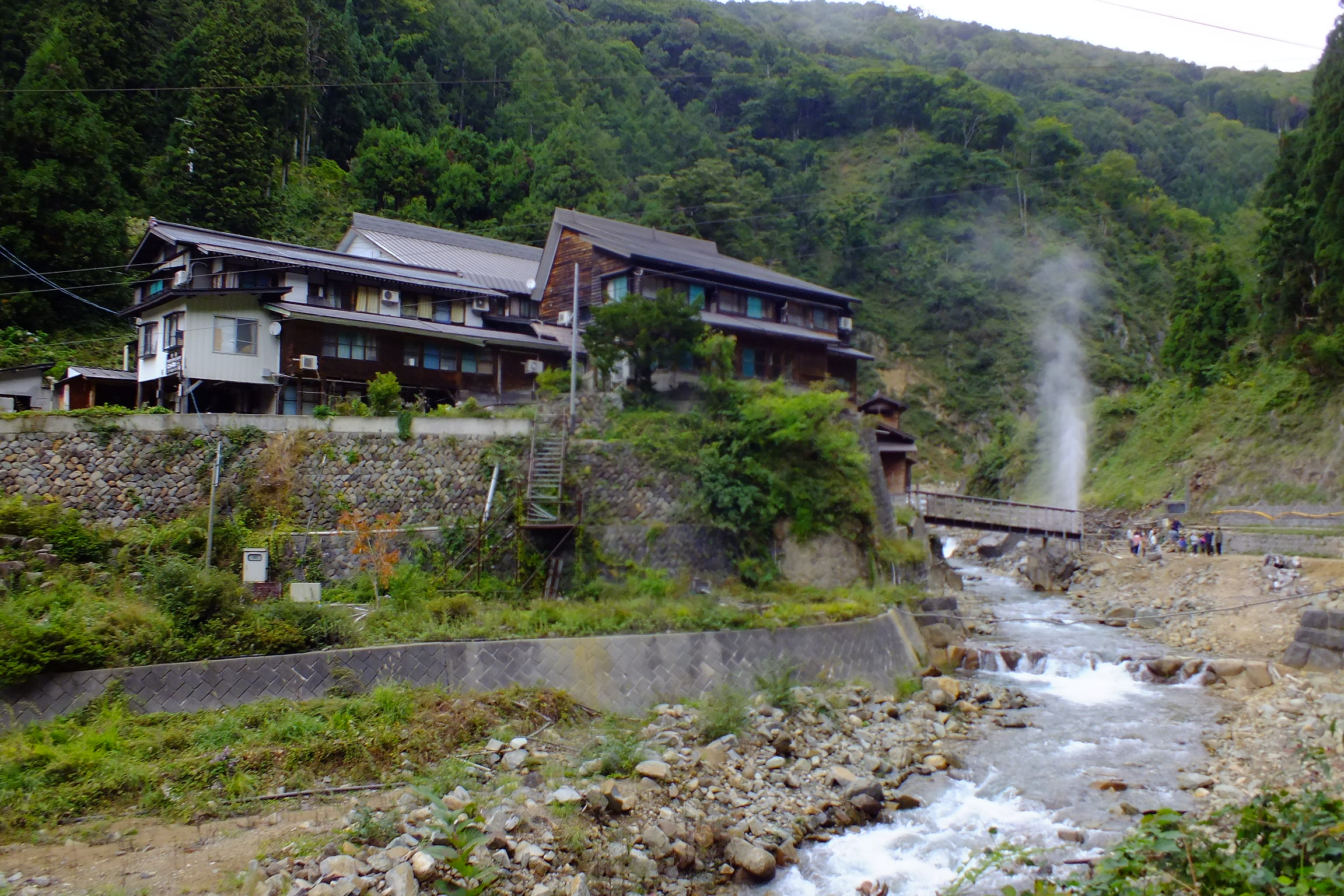
遊歩道の途中にある地獄谷温泉後楽館と間欠泉
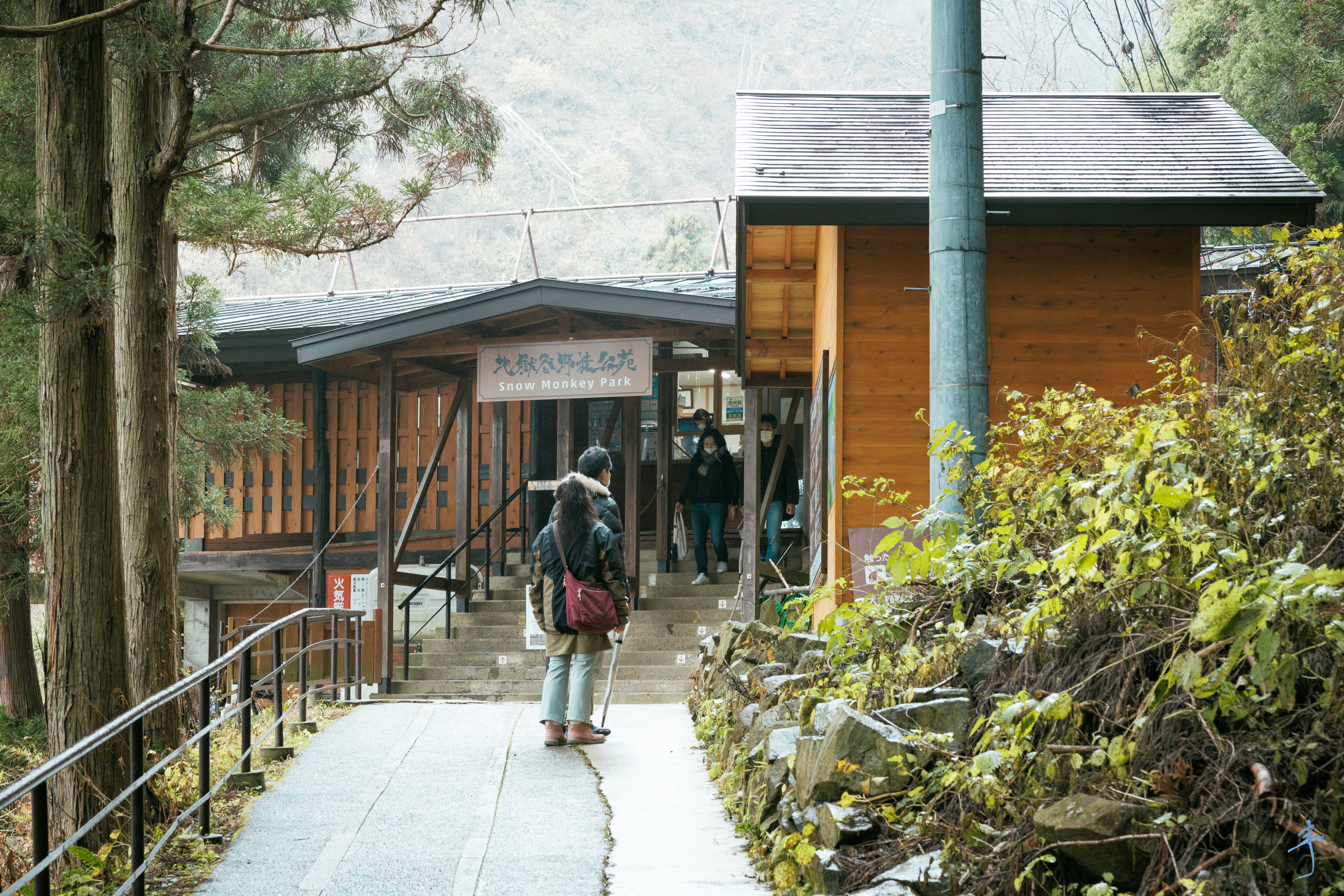
公苑入口（料金所）
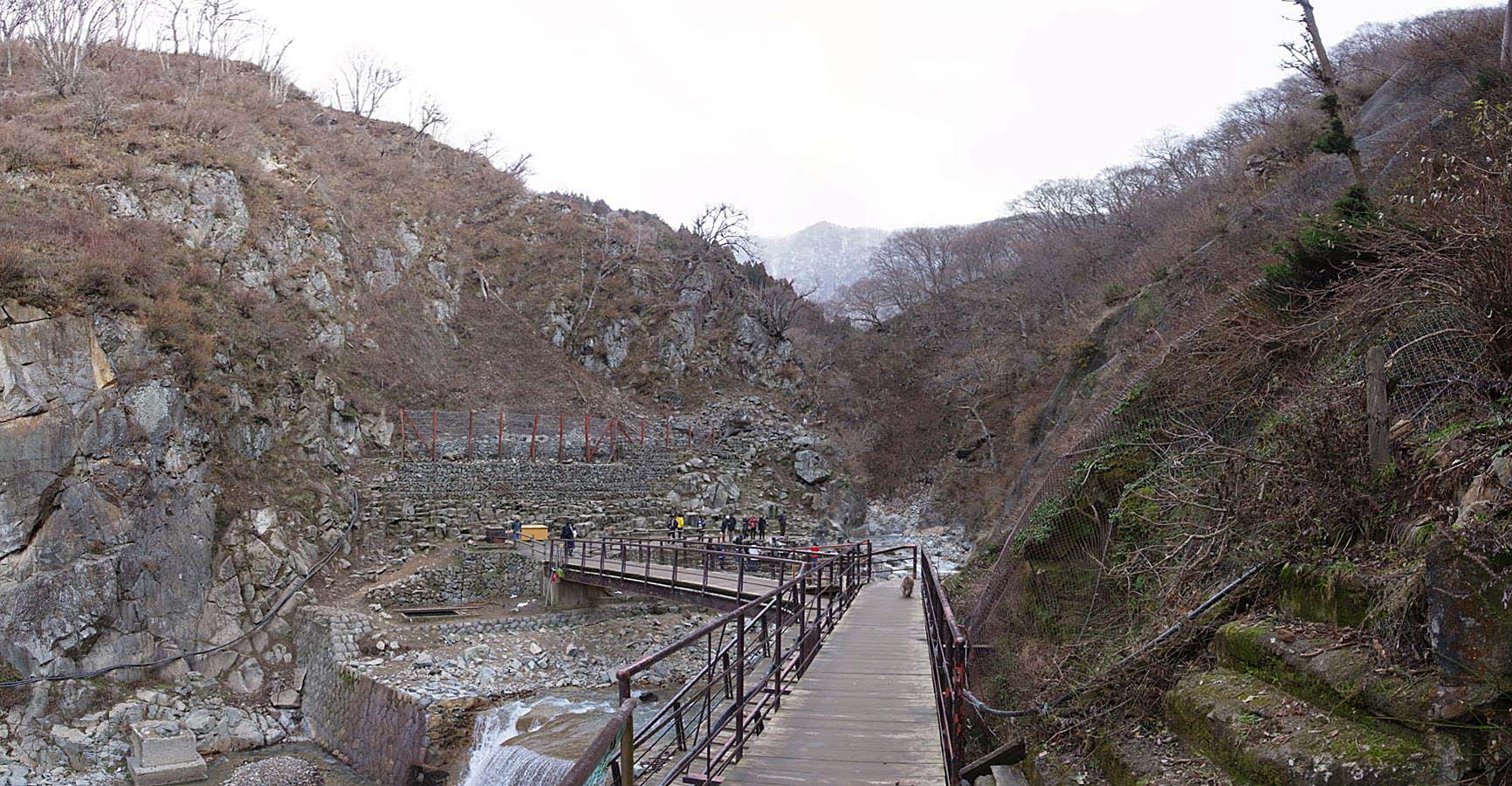
露天風呂（中央下）の周辺環境（2013年）
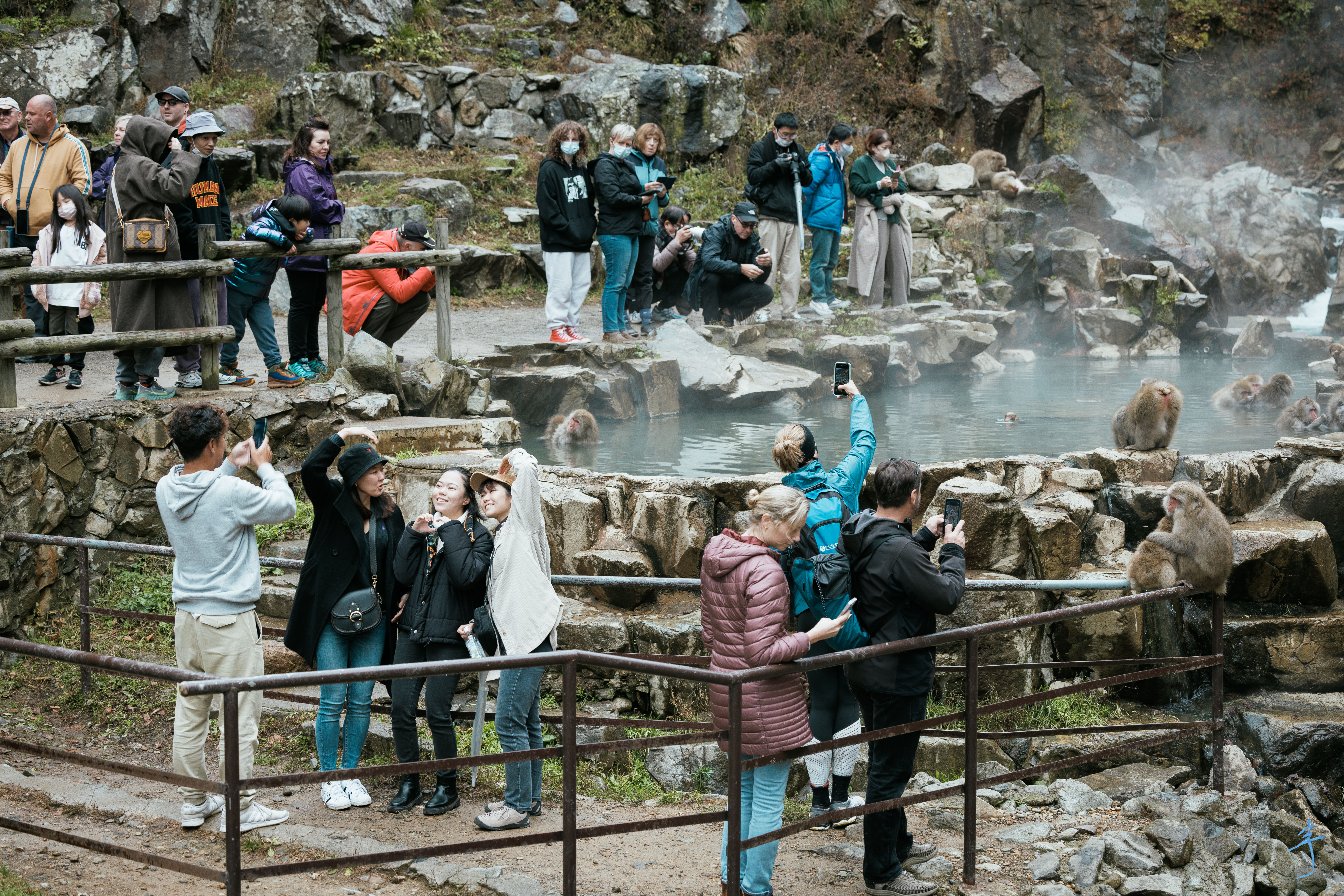
猿用露天風呂（2022年11月）
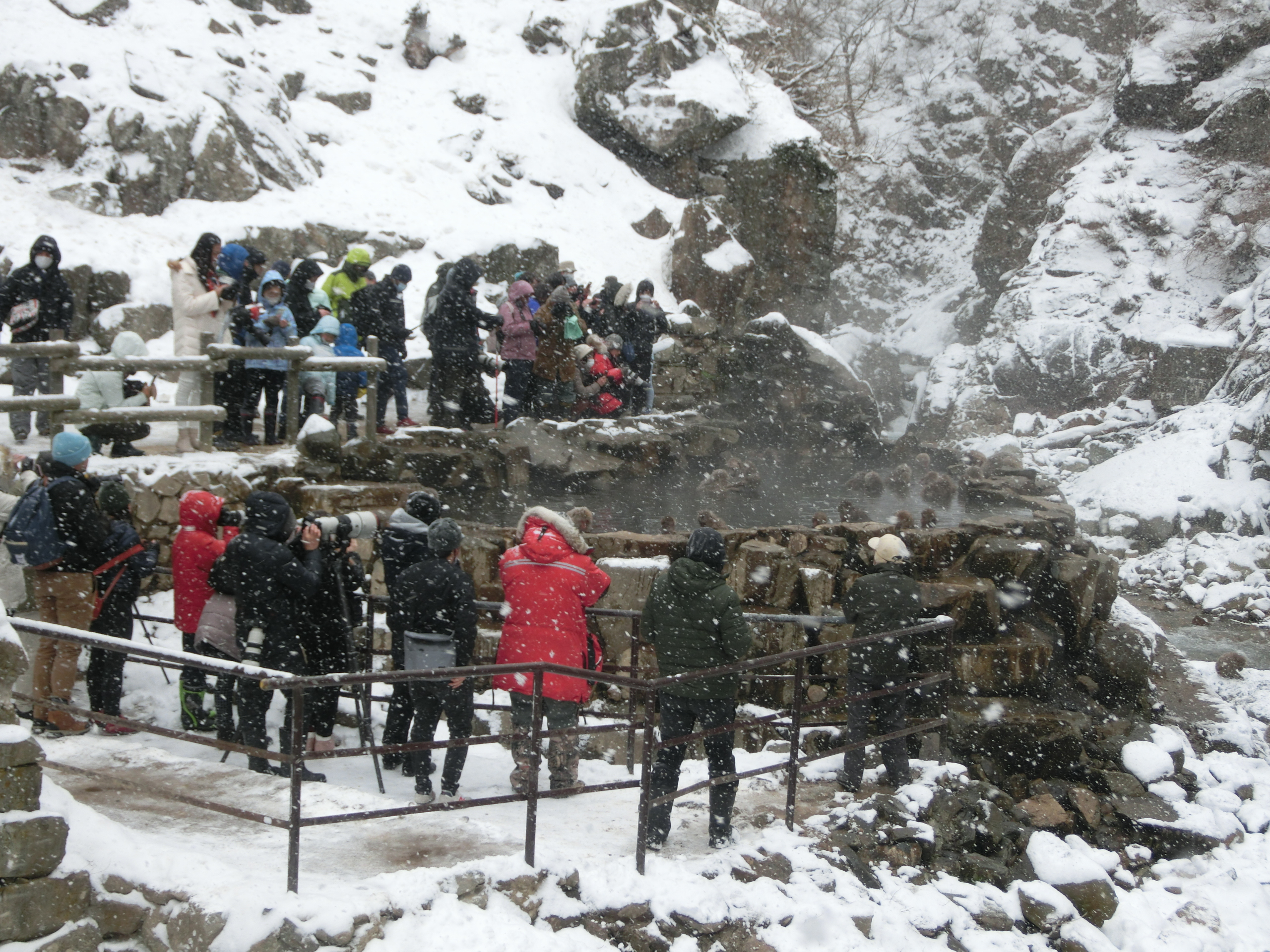
猿用露天風呂（2023年2月）
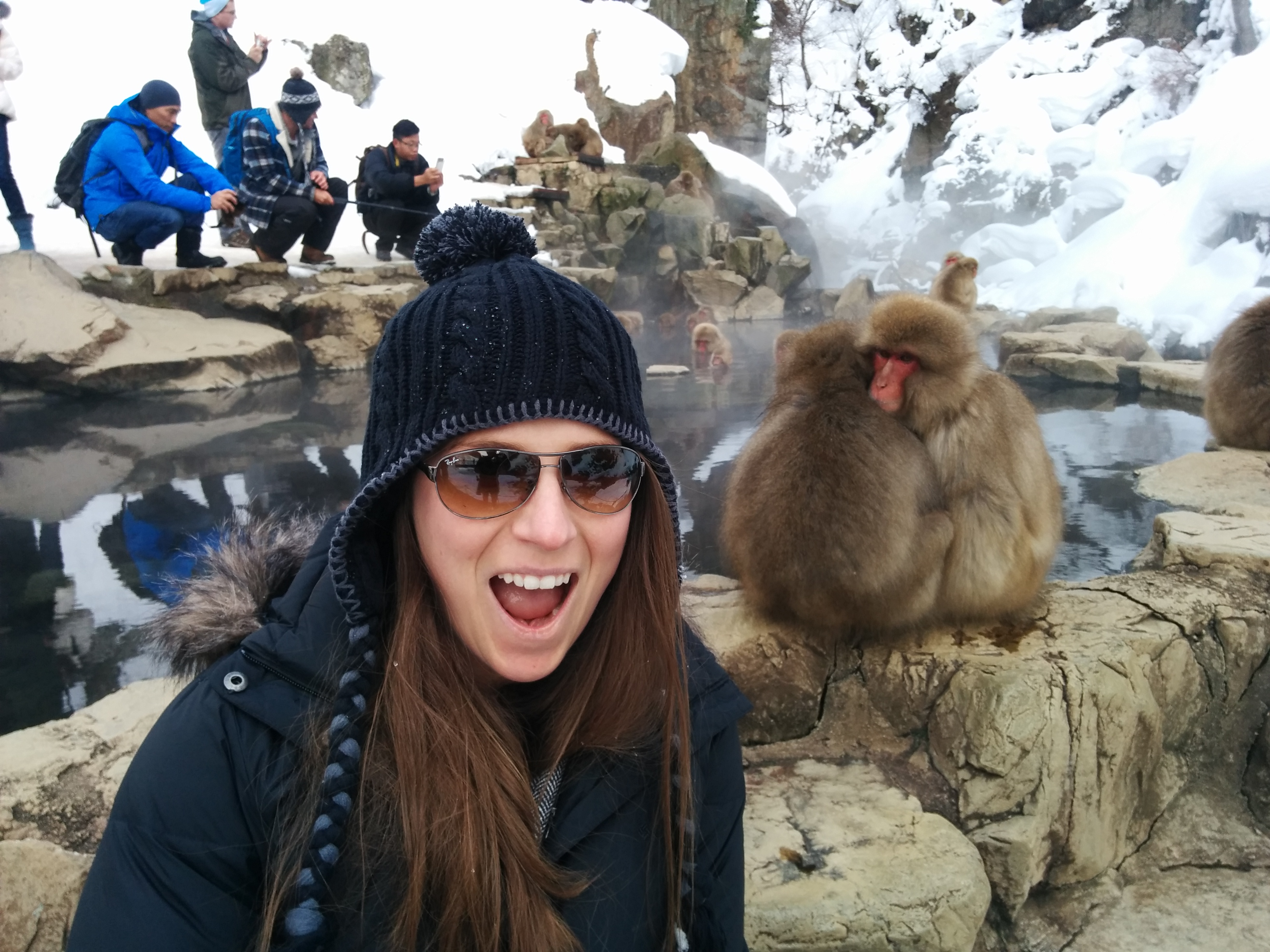
猿と記念撮影をする女性
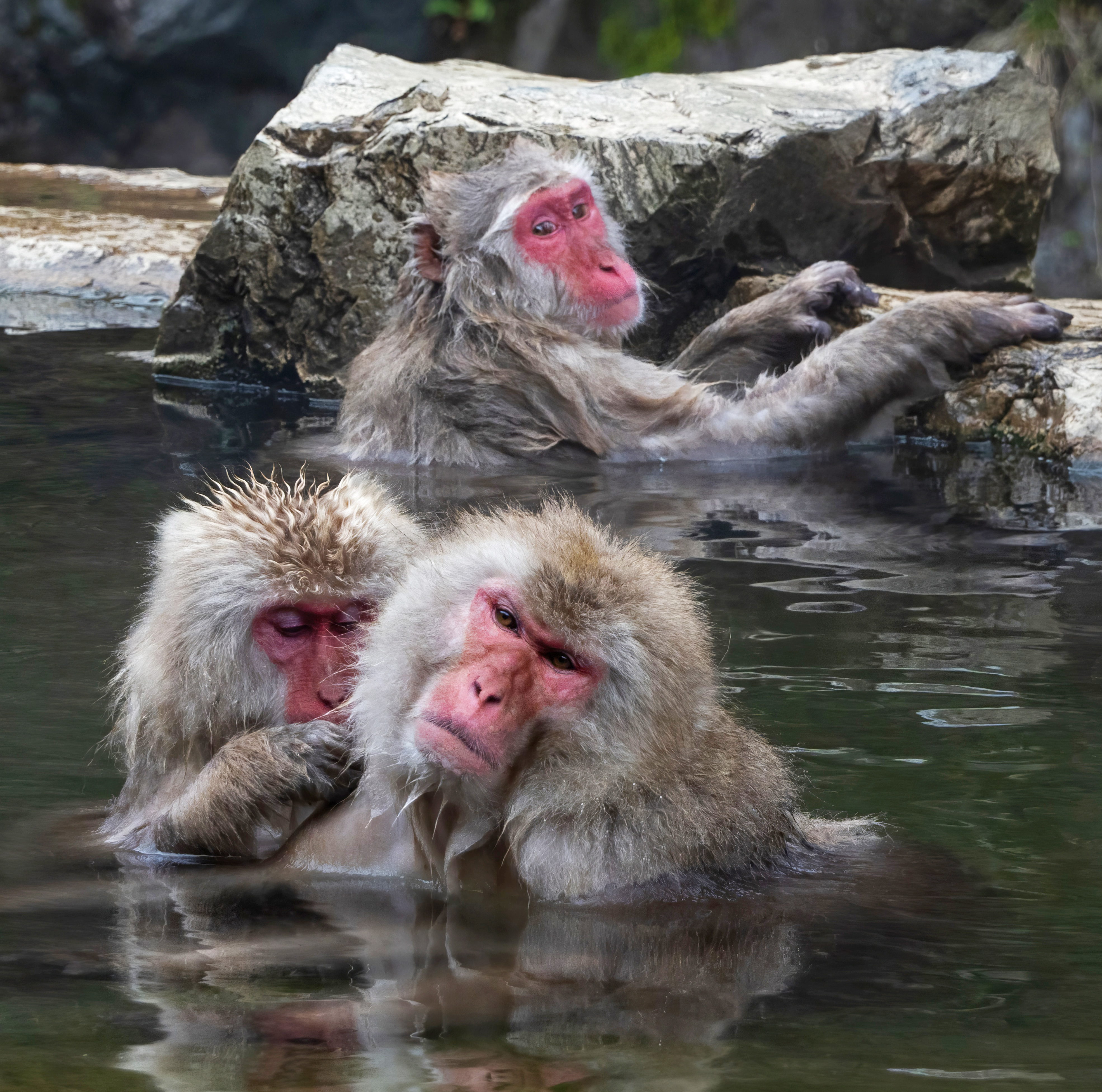
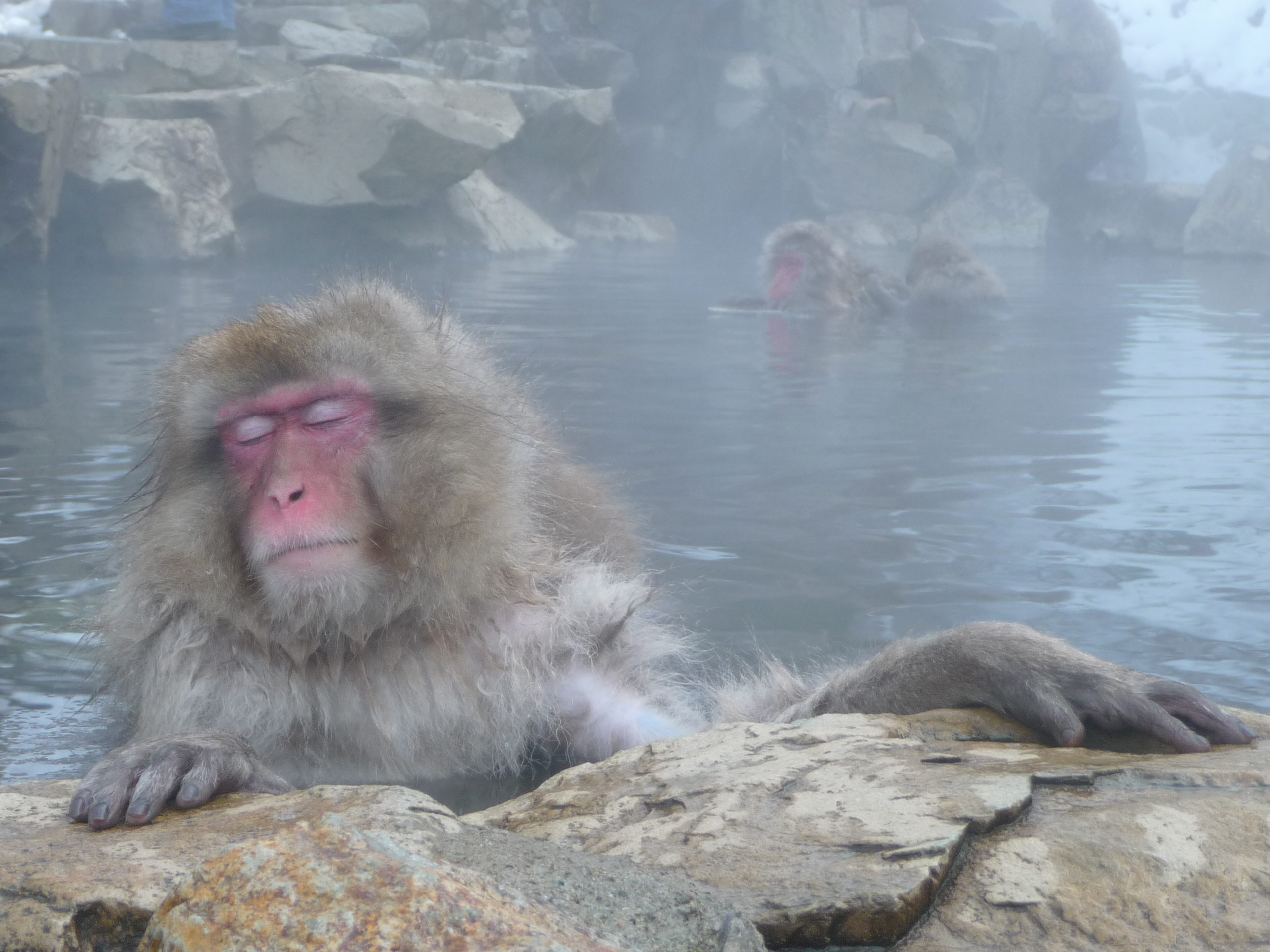
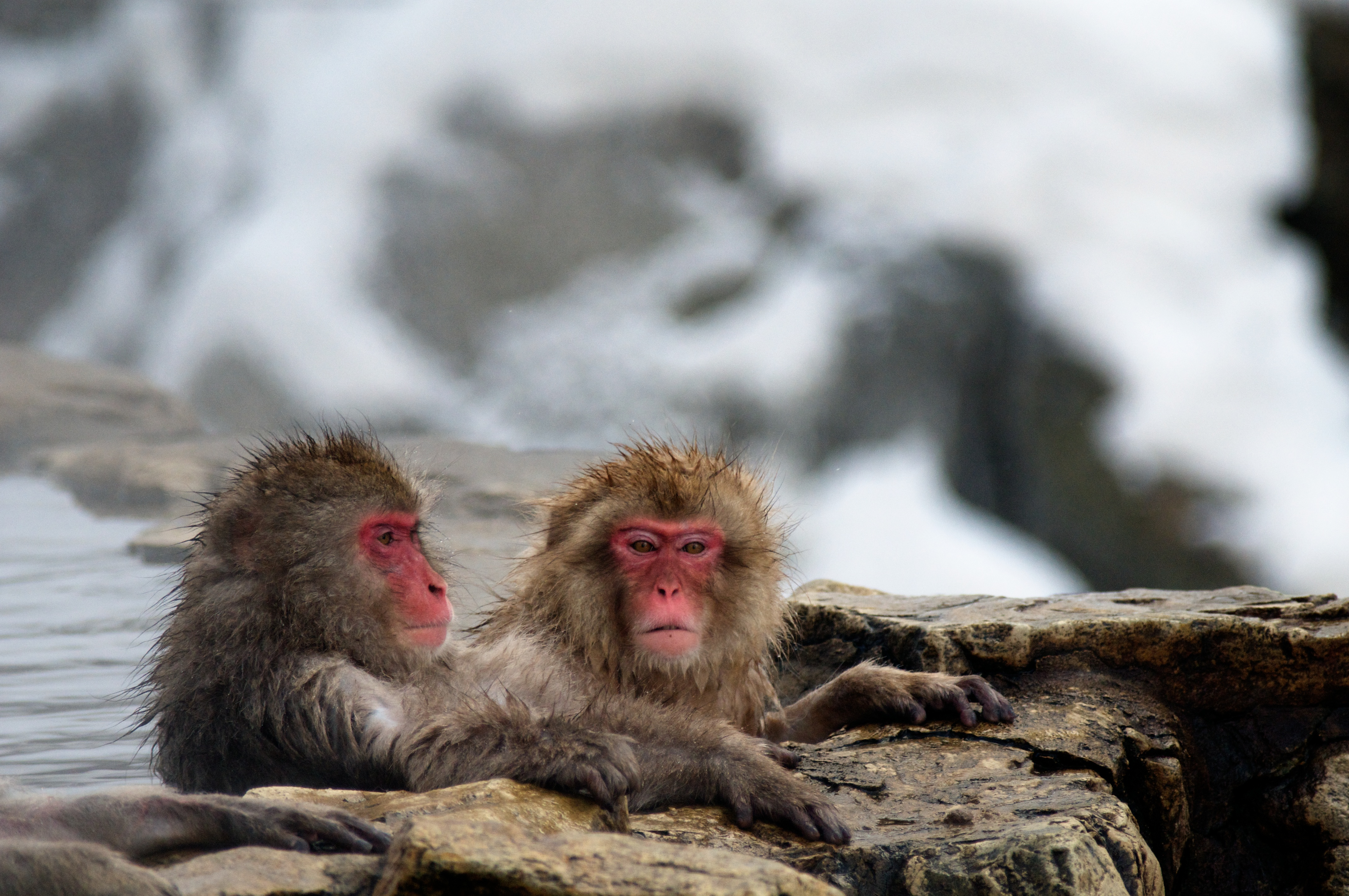
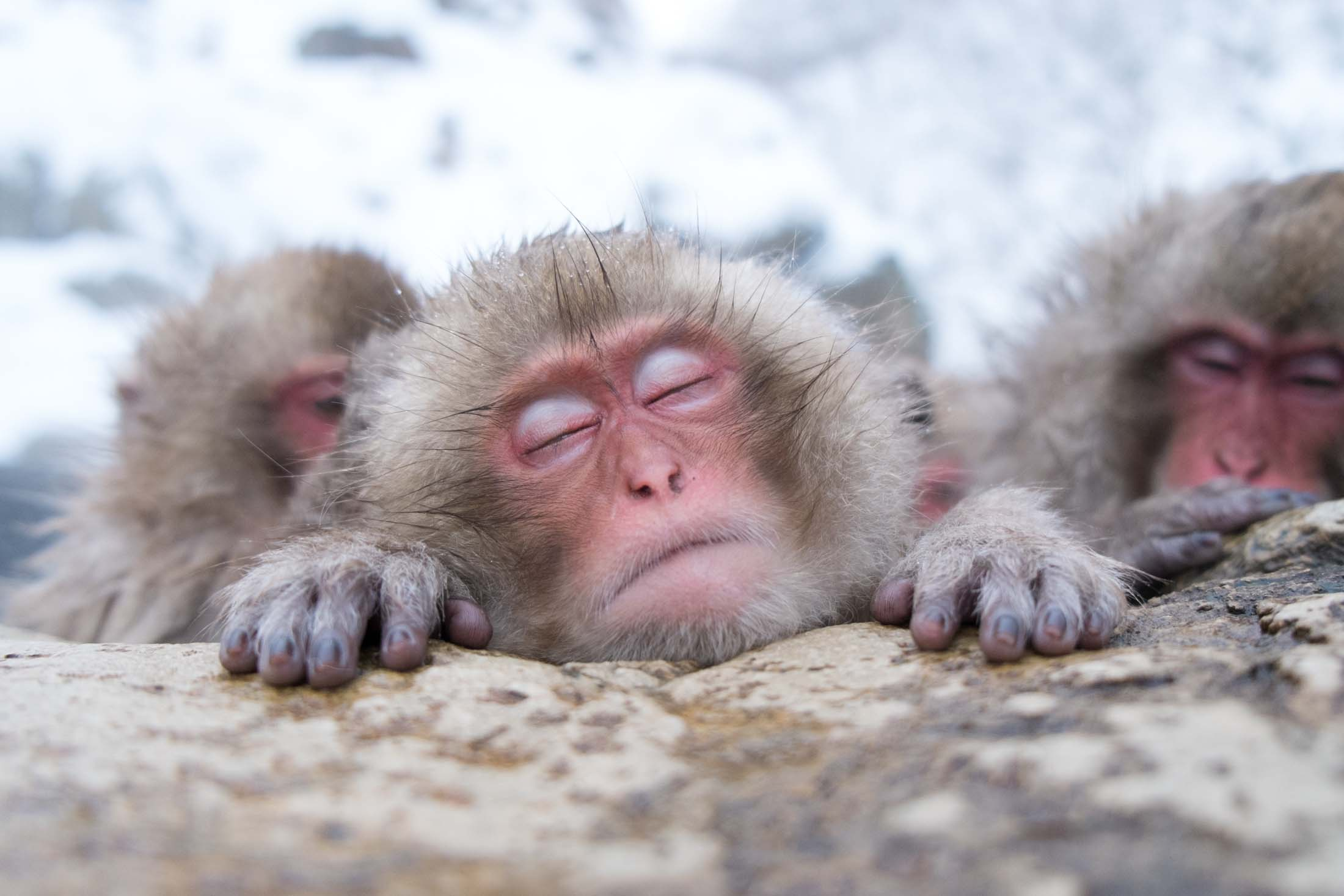

## 沿革
- 1962年（昭和37年）ごろ - 長野電鉄山岳部員による餌付けが成功
- 1964年（昭和39年）6月3日 - 会社設立、開苑
- 1979年（昭和54年）9月 - 「四季花苑・上林温泉ベゴニアガーデン」開苑

## 営業
ながでんグループの傘下企業である、「株式会社地獄谷野猿公苑」が運営する。
開苑時間
- 夏季 - 8:30ごろから17:00ごろ[3]
- 冬季 - 9:00ごろから16:00ごろ[3]

入苑料金
- 大人 - 800円[3]
  - 年間パス - 5,000円
- 小児 - 400円[3]
  - 年間パス - 2,500円

### アクセス
長野電鉄長野線湯田中駅からタクシーで約10分。ただし冬期は道路が閉鎖されるため、上林温泉から山道を徒歩で30分程度進む必要がある。冬季土休と年末年始に限っては1日5.5往復運行の「地獄谷、渋温泉、湯田中駅」を結ぶ予約制のバス（スノーモンキーホリデー観にバス）もあり、このバスで向かうと地獄谷バス停から地獄谷野猿公苑まで徒歩10分になる。また、野猿公苑入苑セット往復乗車券も発売されている。

## 影響
地獄谷野猿公苑の日本国外の観光客の増加により、2009年、長野県山ノ内町にある「島屋旅館」（湯田中温泉）は、「外国人観光客に支持される日本の宿」（トリップアドバイザー調べ）で2位に入った。日本交通公社は、東京や京都、大阪の数多くの有名ホテルを抑え堂々のランクインだとしている。

## 外部サイト
- 地獄谷野猿公苑｜ようこそ、ニホンザルの世界へ